# Cámara fotográfica

Una cámara SLR fabricada por la marca rusa Zenit.

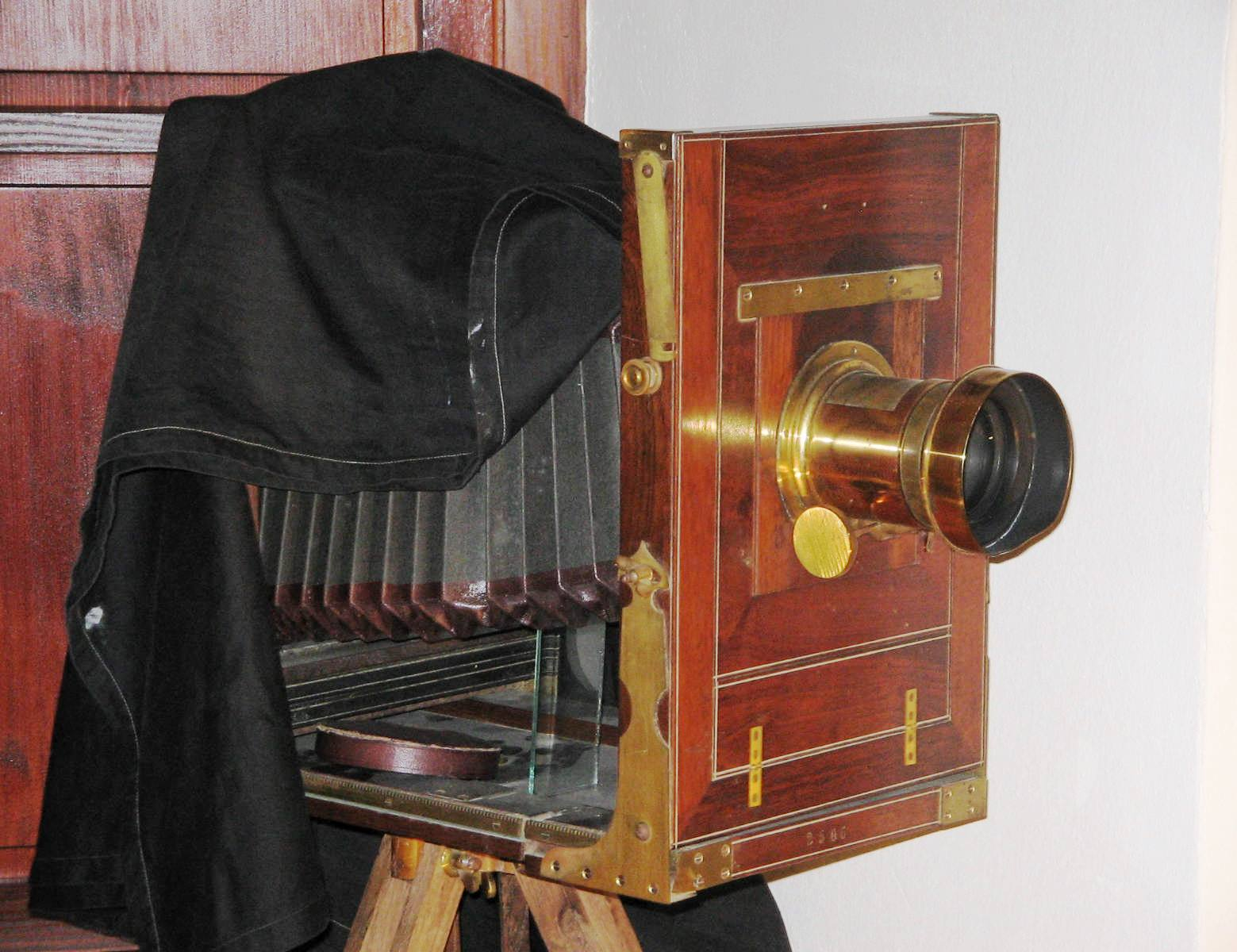
Cámara de fuelle, para negativos de vidrio, con trípode ligero para viajes.

Una cámara fotográfica o cámara de fotos es un dispositivo utilizado para capturar imágenes o fotografías. Es un mecanismo antiguo para proyectar imágenes, en el que una habitación entera desempeñaba las mismas operaciones que una cámara fotográfica actual por dentro, con la diferencia que en aquella época no había posibilidad de guardar la imagen a menos que esta se trazara manualmente. Las cámaras actuales se combinan con elementos sensibles (películas o sensores) al espectro visible o a otras porciones del espectro electromagnético, y su uso principal es capturar la imagen que se encuentra en el campo visual.
Las cámaras constan de una cámara oscura cerrada, con una abertura en uno de los extremos para que pueda entrar la luz, y una superficie plana de formación de la imagen o de visualización para capturar la luz en el otro extremo. La mayoría de las cámaras fotográficas tienen un objetivo formado de lentes, ubicado delante de la abertura de la cámara fotográfica para controlar la luz entrante y para enfocar la imagen, o parte de la imagen. El diámetro de esta abertura (conocido como apertura) suele modificarse con un diafragma, aunque algunos objetivos tienen apertura fija.
Mientras que la apertura y el brillo de la escena controlan la cantidad de luz que entra por unidad de tiempo, en la cámara durante el proceso fotográfico, el obturador controla el lapso en que la luz incide en la superficie de grabación. Por ejemplo, en situaciones con poca luz, la velocidad de obturación será menor (mayor tiempo abierto) para permitir que la película reciba la cantidad de luz necesaria para asegurar una exposición correcta.

## Historia
La primera cámara fue hecha de madera y fabricada por Charles y Jacques Vincent Louis Chevalier en París. Sin embargo, aunque se considera "oficialmente" que este fue el nacimiento de la fotografía, la invención de la cámara oscura es anterior. Pero no fue hasta la invención de la fotografía que se pudieron fijar permanentemente las imágenes; mientras tanto se tenían que dibujar manualmente las imágenes.
La cámara oscura original era una habitación cuya única fuente de luz era un orificio muy pequeño en una de las paredes. La luz que penetraba en ella por aquel orificio proyectaba una imagen del exterior en la pared opuesta; la imagen resultaba invertida y borrosa. Leonardo Da Vinci definió una cámara oscura. Decía que, si se coloca una hoja de papel en blanco verticalmente en una habitación oscura, el observador verá proyectada en ella los objetos del exterior, con sus formas y colores. "Parecerá como si estuvieran pintados en el papel", escribió. Luego se descubrió que la luz causaba un ennegrecimiento. Los científicos británicos Thomas Wedgwood y sir Humphry Davy comenzaron sus experimentos para obtener imágenes fotográficas. Estas fotos no eran permanentes ya que después de exponerlas a la luz, toda la superficie del papel se ennegrecía.

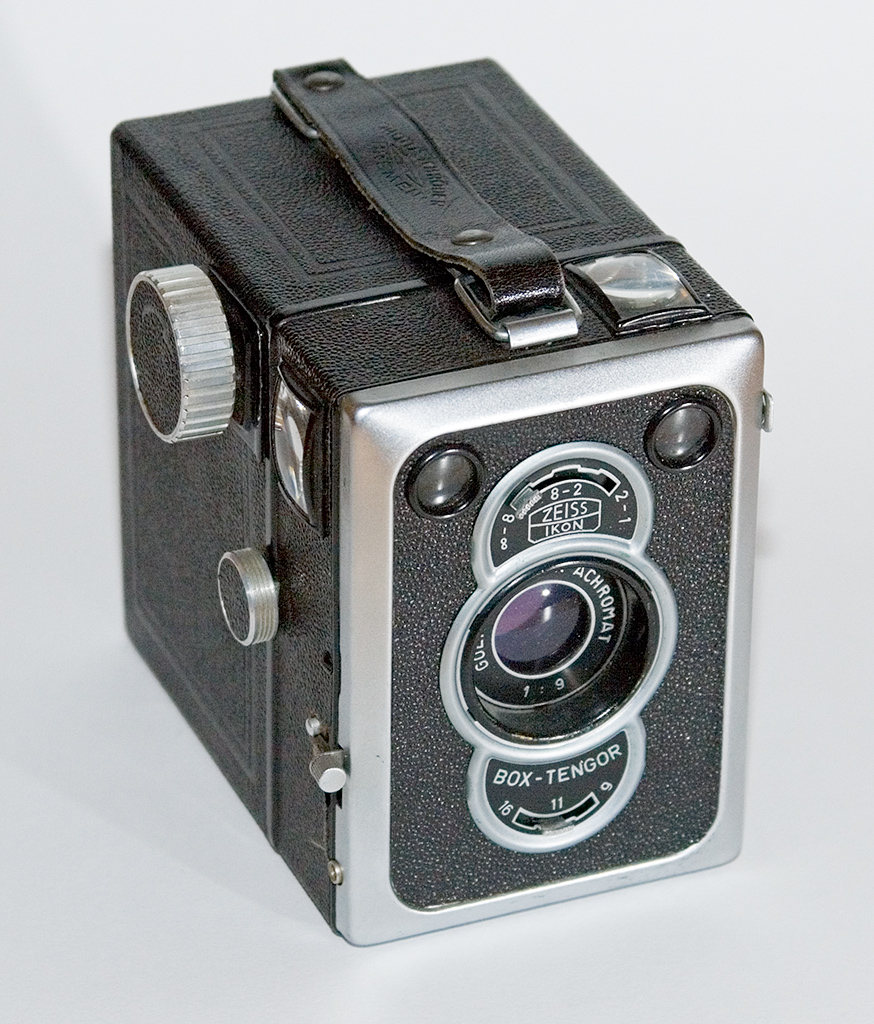
Cámara Zeiss Ikon Box Tengor, hacia 1951.

La primera cámara que fue lo suficientemente pequeña como para considerarse portátil fue diseñada por Johann Zahn en 1685. Las primeras cámaras fotográficas eran similares en esencia al modelo de Zahn, aunque generalmente con una mejora en el enfoque. Antes de cada exposición una placa sensibilizada era insertada. El popular daguerrotipo de Louis Daguerre, dado a conocer en 1839, utilizaba placas de cobre plateado, sensibilizadas con vapores de yodo; mientras que en el procedimiento del calotipo inventado por William Fox Talbot se formaban las imágenes negativas sobre soporte de papel.
La invención del proceso de placa húmeda con colodión húmedo inventado por Frederick Scott Archer en 1850 redujo mucho el tiempo de exposición, pero siempre requería que el fotógrafo preparara artesanalmente las placas, en el cuarto oscuro de los estudios fotográficos, o bien en laboratorios portátiles de campaña, en la fotografía exterior de viajes.
En el siglo XIX se diseñaron muchos tipos de cámaras fotográficas. Por ejemplo, las cámaras aptas para obtener fotografías estereoscópicas; cuyos pares estereoscópicos finalmente se tenían que mirar con un visor apropiado, para poder visualizar su efecto tridimensional o de relieve. Una típica cámara estereoscópica tenía dos objetivos, para obtener simultáneamente dos imágenes muy parecidas, pero no iguales, desde dos puntos de vista muy cercanos. En realidad, se inspiraba en la visión binocular humana.
Otras cámaras diferentes eran algunas cámaras de estudio de la época en que se popularizaron los retratos en formato de tarjeta de visita (entre los años 1860 y 1880). Esas cámaras podían tener cuatro o más objetivos, para obtener varios retratos en un mismo negativo de vidrio. De esa manera el positivado (por contacto) era más rápido, pues en una sola hoja de papel se obtenían los retratos realizados; que solamente debían ser cortados y montados en diferentes tarjetas individuales.

## Tipos de cámaras
Existe una multitud de cámaras fotográficas, y los posibles criterios de clasificación son también innumerables teniendo en cuenta la complejidad y especialización que ha alcanzado la tecnología en este campo.

### Cámaras compactas

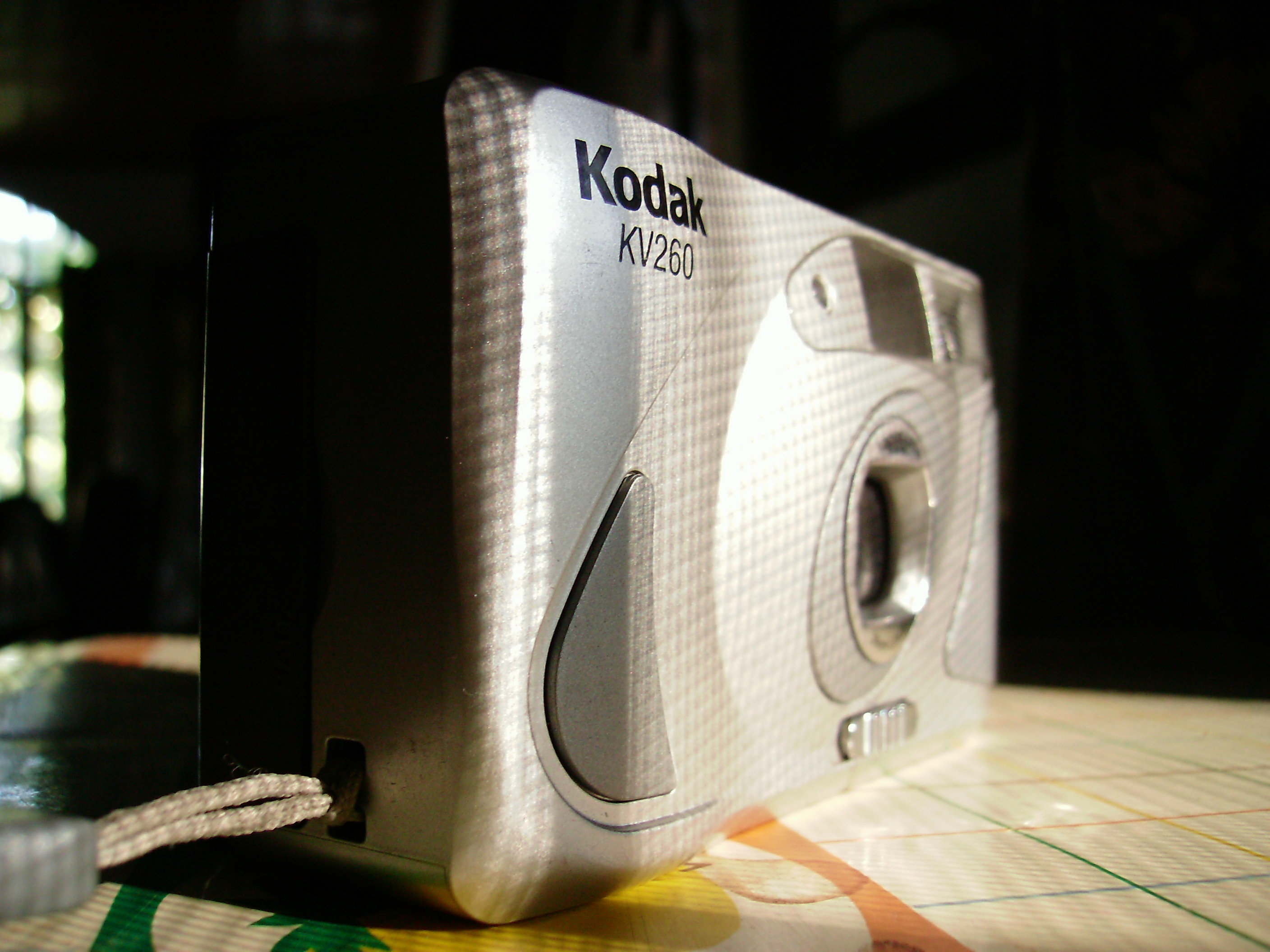
Cámara compacta de 35 mm Kodak.

Sin duda las cámaras compactas son las más extendidas mundialmente, son de gran sencillez de uso y requiere conocimientos y práctica fotográfica mínima. Las características principales son:
- Menor costo
- Visor óptico directo
- Objetivo no intercambiable

### Cámaras APS
Si bien estas cámaras tuvieron una corta vida, y en la actualidad no se utilizan, es interesante considerar que fueron el resultado de la primera unificación entre el sistema analógico y el digital, ya que el registro de la imagen se realizaba sobre película, pudiendo agregarse a la misma información digital. Las cámaras APS (Advanced Photo System) son el resultado del acuerdo adoptado por varios fabricantes mundiales (entre otros Canon, Agfa, Polaroid, Kodak, Fuji y Nikon) para conseguir simplificar el funcionamiento de las cámaras fotográficas para los usuarios inexpertos y además introducir mejoras sustanciales frente a las comunes cámaras compactas de 35 mm.

### Cámara compacta avanzada

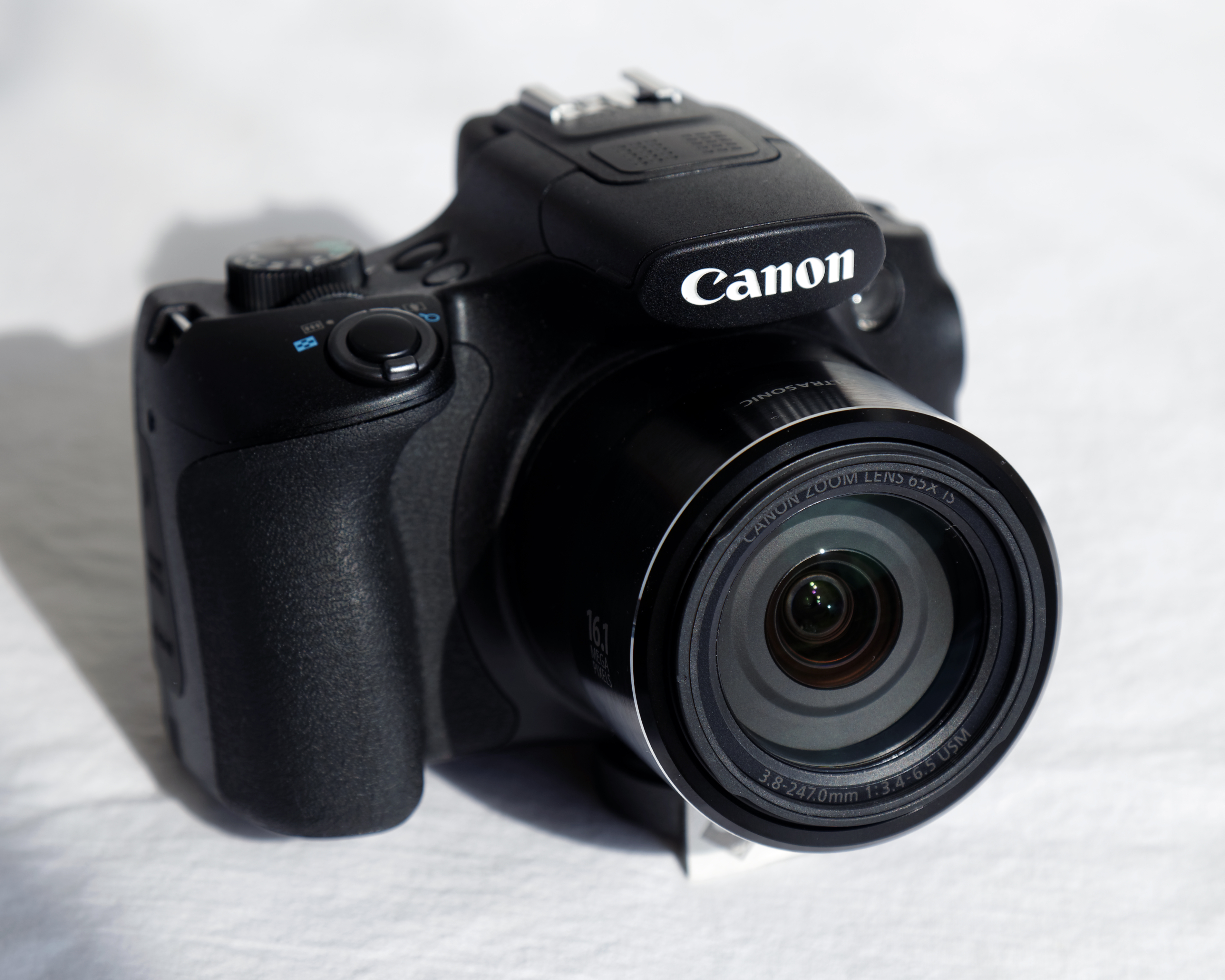
Una cámara puente Canon.

Una cámara compacta avanzada, también llamada cámara puente (bridge camera en inglés), es una cámara fotográfica con funciones orientadas al aficionado avanzado, que permiten mayor control sobre la obtención de la imagen (modos manuales, control de formato Raw —en algunos modelos—), con un objetivo versátil y de gran alcance no intercambiable y, (generalmente) un visor electrónico.

### Cámaras réflex SLR

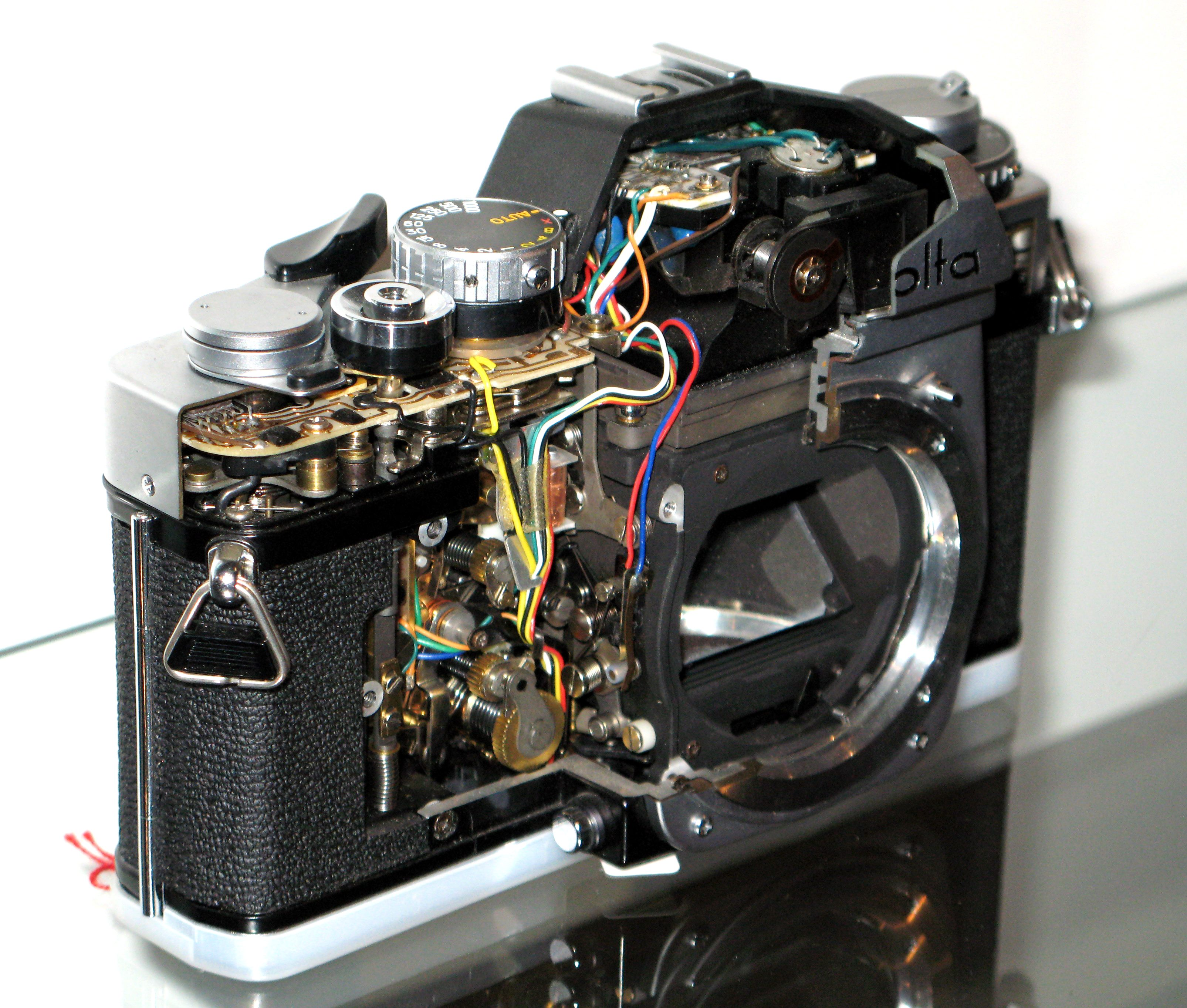
Corte de una cámara Minolta SLR.

Diagrama de una cámara réflex de objetivo único.

Una cámara réflex SLR (Single Lens Reflex) es una cámara fotográfica en la cual la imagen que ve el fotógrafo a través del visor es exactamente la misma que quedará capturada. Eso se consigue mediante el reflejo de la imagen (de ahí el nombre) sobre un espejo o sistema de espejos denominado pentaprisma y que fue lanzada por la compañía Asahi, con su modelo Pentax. Al igual que las cámaras compactas, pueden ser cámaras tradicionales de película fotográfica o digitales (DSLR).
Estas suelen ser las cámaras preferidas por los fotógrafos aficionados y profesionales, ya que permiten un control casi absoluto sobre cada uno de sus elementos y parámetros y disponen de multitud de accesorios intercambiables para distintos propósitos. En general poseen las siguientes características:
- Visor réflex o de pentaprisma, que permite ver exactamente lo que se ve a través del objetivo.
- Objetivos intercambiables.
- Fotómetro o exposímetro incorporado.
- Zapata de conexión para flash externo.
- Control (anillo) de enfoque manual.
- Obturadores muy rápidos.

### Cámaras sin espejo

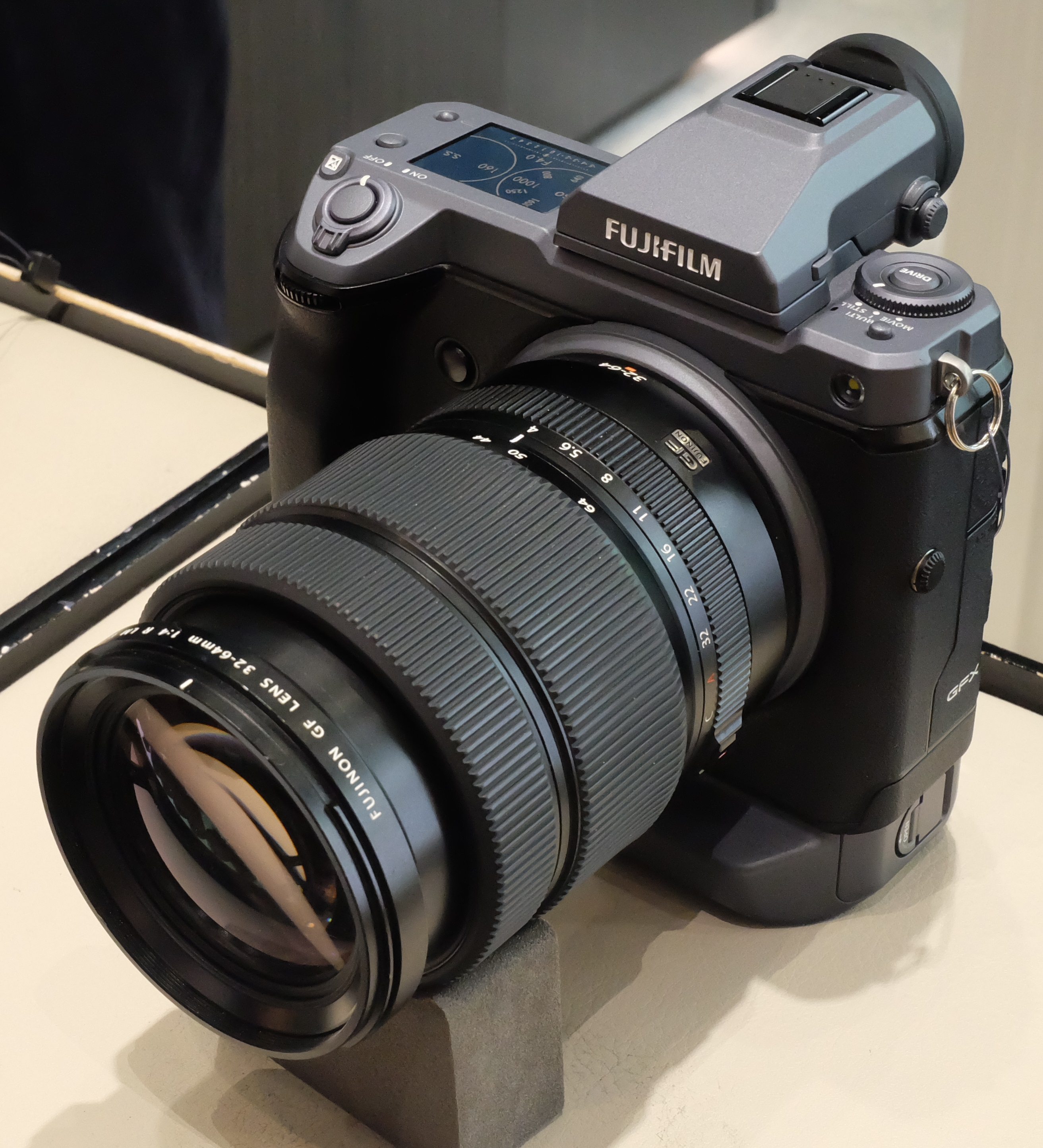
Una cámara sin espejo Fujifilm.

Una cámara sin espejo, también llamada mirror-less en inglés, o EVIL (Electronic Viewer Interchangeable Lens), es una cámara de objetivo intercambiable, pero, a diferencia de una SLR tradicional, las cámaras sin espejo como su propio nombre indica carecen de espejo como elemento interno. Esto hace que en lugar de un visor óptico lleven uno digital.

### Cámaras digitales

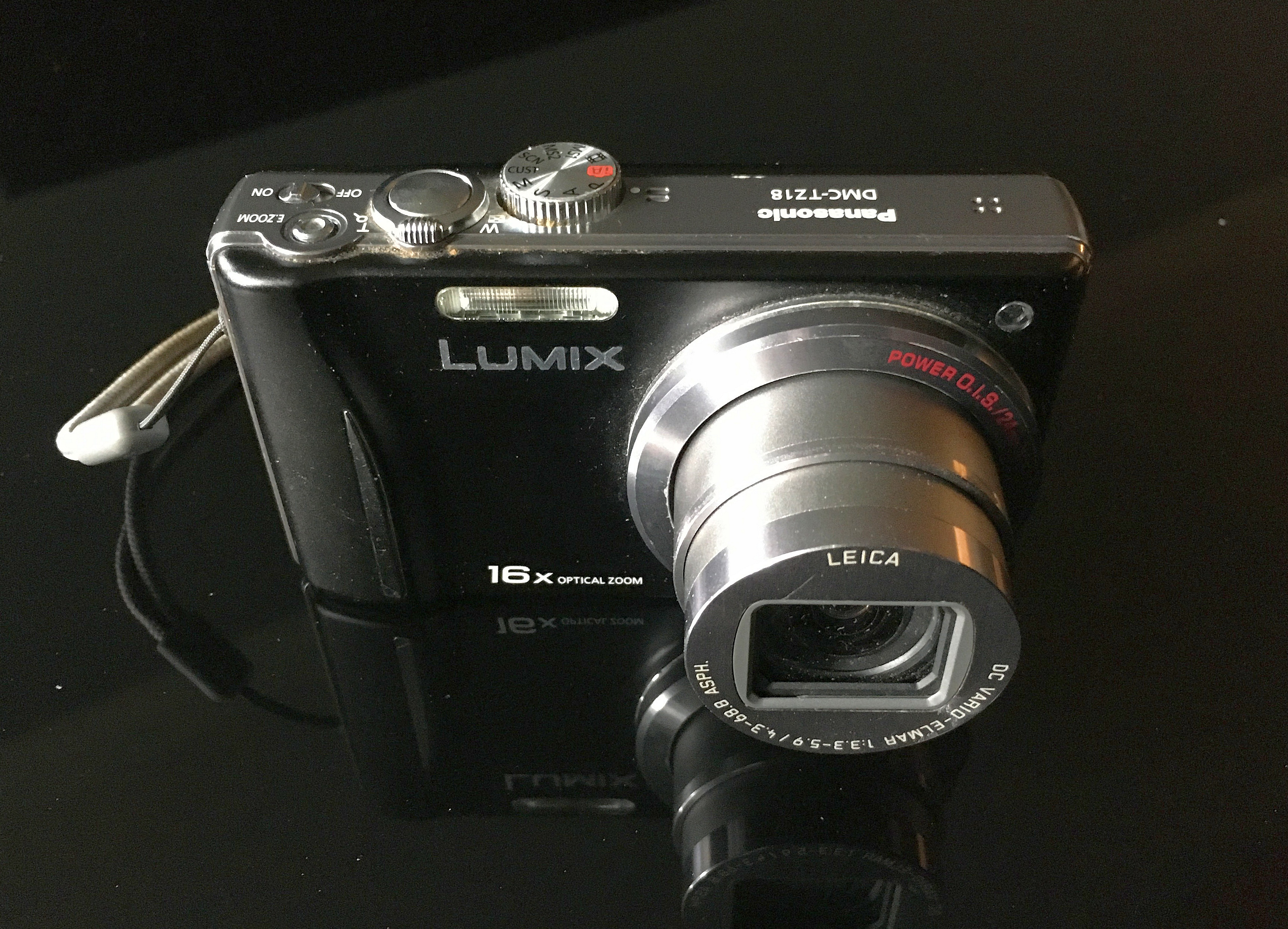
Camara digital Panasonic Lumix DMC-TZ18.

Una cámara digital es un dispositivo electrónico usado para capturar y almacenar fotografías electrónicamente en lugar de usar películas fotográficas como las cámaras convencionales, las cámaras digitales emplean sensores electrónicos y almacenamiento digital para registrar y guardar las imágenes.

### Otros tipos menos habituales
- Cámara TLR (Twin Lens Reflex): es una cámara réflex de objetivos gemelos (uno encima de otro) que intenta solventar el principal problema del visor réflex, el que no se pueda ver la imagen durante el disparo (ya que el espejo que la conduce se abate para dejar pasar la luz hacia la película fotográfica o el sensor de imagen). Para ello monta dos objetivos: uno para tomar la foto y otro para conducir la imagen hacia el visor. Debido a esta configuración, adolecen del error de paralaje y de inversión lateral de la imagen en el visor, por lo que hay que acostumbrarse a usarlas sobre todo para realizar fotografías de objetos en movimiento. Son cámaras en desuso y muy pocas tienen objetivos intercambiables. Además, habría que comprar dos objetivos para cada distancia focal.
- Cámara de estudio o de banco: Aquellas que están montadas sobre bancos ópticos y raíles para permitir todo tipo de descentramientos, basculando los paneles delantero y trasero; lo cual da un control absoluto sobre la forma de la imagen, su perspectiva y el reparto de la profundidad de campo.
- Cámara miniatura: Son las cámaras de fabricación en serie más pequeñas. Suelen tener formatos absolutamente particulares, especiales y su uso es, principalmente, la de actuar como cámaras espía. Estas cámaras suelen ser absolutamente automáticas careciendo de cualquier tipo de control aparte del disparador. Aunque existen cámaras de este tipo con película fotográfica (películas especiales de 16mm. de anchura), actualmente la mayoría de estas cámaras son cámaras digitales ya que ofrecen mayores posibilidades de miniaturización.
- Cámara panorámica: que proporcionan un ángulo de visión superior sin deformaciones.
- Cámara aérea: cámaras de satélites, fotogametría y cartografía.
- Cámara subacuática: específicamente diseñadas para trabajar bajo el agua a gran profundidad.
- Cámara estereoscópica: que intentan reproducir el funcionamiento de los dos ojos humanos (dos fotos simultáneas desde dos puntos separados 63mm con las que luego se puede reproducir la visión estéreo con un visor especial).
- Cámara estenopeica: es una cámara fotográfica sin lente, consistente en una caja estanca a la luz con un pequeño orificio por donde entra la luz y un material fotosensible.
- Cámara "Pocket" o 110: Es una cámara diseñada para aficionados que cuenta con un foco fijo de 25mm y un rollo de 16 mm. Proporciona fotogramas de 12, 18 o 20 de tamaño 13X17, que ocupan las películas de 110.
- Técnicas portátiles y tipo "press": Utiliza películas en rollo. Su estructura consiste en un panel que monta un objetivo que tiene un obturador central y un diafragma, además de empuñaduras que conectan flash telémetros y visores intercambiables.

## Componentes básicos de una cámara

### Elemento fotosensible
Toda cámara fotográfica necesita un elemento sensible a la luz que registre de algún modo la imagen que procede del objetivo. Este soporte será normalmente uno de los siguientes:
- Una película fotográfica, que es un soporte compuesto fundamentalmente por una emulsión de gelatina y cristales de haluros de plata (generalmente cloruro, yoduro o bromuro de plata) que se descomponen al recibir cierta dosis de radiación electromagnética, de baja longitud de onda, formando un germen de plata metálica apenas visible. Este es el soporte más habitual en fotografía química.
- Papel fotográfico auto revelable, que no deja de ser una variante de película fotográfica positiva utilizada para la fotografía con cámara instantánea.
- Un sensor de imagen electrónico, que es un chip formado por millones de componentes sensibles a la luz (fototransistor) y por algún mecanismo para percibir los distintos componentes de color (distintas longitudes de onda de la luz). Este es el soporte utilizado en las cámaras digitales en fotografía digital.

### Visor
El visor es el sistema óptico que permite encuadrar el campo visual que se pretende que abarque la fotografía. Es decir, el visor es la ventanilla, pantalla o marco incorporado a la cámara o sujeto a ella de que se sirve el fotógrafo para previsualizar, exacta o aproximadamente, la relación motivo/entorno que abarca el objetivo.
El visor es una de las partes más importantes de cualquier cámara, puesto que es el modo que tiene el fotógrafo de encuadrar y componer cada fotografía.
1. Visor de marco: Consiste simplemente en un orificio con las mismas proporciones que el formato de la película. Algunas poseen dos orificios para usarlos alineados. Hoy en día solamente los montan las cámaras baratas de usar y tirar. Una variante es el visor deportivo de marco, que, como accesorio, llevan algunas cámaras réflex de medio formato.
2. Visores ópticos o directos: Están formados básicamente por una lente bicóncava y una biconvexa que producen una imagen virtual y no invertida; algunas llevan una línea brillante en sus márgenes para delimitar la zona de encuadre. Existen dos variantes: el de Newton, hoy en desuso, y el de Galileo, basado en un telescopio invertido, en estos últimos, la imagen aparece de menor tamaño que en la realidad y sus lentes ocupan menor espacio que el de Newton. Este tipo de visor es el que utilizan la mayor parte de las cámaras compactas y las pequeñas pocket 110. Como desventaja presenta el llamado error de paralaje, que consiste en que la zona observada por el visor solamente coincide con la captada por la cámara cuando el sujeto está próximo al infinito; conforme nos acercamos al tema, las dos áreas dejan de coincidir. Algunas cámaras solucionan esto montando un visor móvil sobre un tornillo graduado que inclina el área observada conforme nos acercamos al tema y otras simplemente marcando en el visor dos áreas de cobertura distintas, para usar una u otra en función de la distancia a que nos encontremos del sujeto.
3. Visor réflex SLR o de pentaprisma: Es el característico de las cámaras réflex de 35 mm. o SLR (Singles Lens Reflex), aunque también lo montan algunas de medio formato. La imagen captada por el objetivo rebota en el espejo interno y se forma sobre una pantalla mate de donde es recogida por el pentaprisma; en su interior se producen tres rebotes cruzados que enderezan la imagen tanto vertical como lateralmente. Es el modelo de mayor exactitud ya que carece de error de paralaje, no posee ningún tipo de inversión de imagen y la escena observada es exactamente la misma que aparecerá en la película, ya que ambas pasan a través del mismo objetivo y recorren la misma distancia hasta la pantalla y hasta la película. La única pega es que al disparar no es posible ver el tema al haberse levantado el espejo.
4. Visor tipo réflex TLR: Es el más usado en las cámaras de película en rollo tipo TLR (Twin Lens Reflex) o réflex de objetivos gemelos. El objetivo superior sirve para encuadrar y el inferior para formar la imagen sobre la película. Al enfocar actuamos simultáneamente sobre los dos objetivos. La imagen que forma el objetivo superior se refleja en un espejo situado a 45° y sube hasta una pantalla de vidrio deslustrado situada en la parte superior, dentro de un capuchón. Aunque la escena no aparece invertida verticalmente, la imagen observada es especular y aparece invertida lateralmente, por lo que hace falta cierta práctica para encuadrar un objeto en movimiento. Al igual que los visores ópticos, a cortas distancias se produce error de paralaje. Como ventaja presenta la posibilidad de seguir observando el tema durante la exposición y como desventaja económica, si la máquina admite el cambio de objetivos, el tener que comprarlos a pares.
5. Visor de pantalla: Es el más primitivo, consiste simplemente en una gran lámina de cristal deslustrado que recoge la imagen formada por el objetivo. Se usa en las grandes cámaras de estudio para película en hojas. Resulta muy útil para fotografía publicitaria ya que permite dibujar sobre la propia pantalla, recortar máscaras y realizar infinidad de trucos, aunque esto está perdiendo terreno con la llegada del tratamiento de imagen digital. Los modelos más avanzados (Sinar) tienen multitud de accesorios y admiten también respaldos digitales. La imagen aparece invertida verticalmente y no posee error de paralaje.
6. Visor electrónico: (o EVF en sus siglas en inglés, de electronic viewfinder) es un visor en el que la imagen capturada por el objetivo se proyecta en una pantalla en miniatura. La imagen en esta pantalla se utiliza para ayudar a la cámara a encuadrar la escena que se va a fotografiar. Es el tipo de visor que utilizan las cámaras sin espejo, o el bridge.

### Enfoque
Un objetivo provisto de mecanismo de enfoque ofrece dos ventajas importantes: la posibilidad de enfocar a distancias más cortas que los de foco fijo y la de enfocar solamente ciertos planos de una escena para destacarlos del resto y evitar la confusión. Las cámaras más rudimentarias no poseen sistema de enfoque y su objetivo suele venir ya pre enfocado a la distancia hiperfocal. En los modelos ligeramente más "sofisticados", el anillo de enfoque puede estar solamente dividido en símbolos que denotan paisajes, fotografías de grupos y primeros planos. En las cámaras de mayor calidad, el objetivo lleva una doble escala de distancias graduada en metros y pies; de esta manera, muchas veces puede enfocarse el sujeto sin utilizar el visor. Como ayuda al enfoque muchas cámaras incorporan aparte, o en el visor, alguno de los siguientes sistemas de enfoque:
1. Enfoque por telémetro: El ojo percibe dos imágenes: procedentes una de un semiespejo móvil conectado al anillo de enfoque del objetivo y la otra de un visor óptico con lo que, por el ocular, se observa una imagen doble. El enfoque es exacto cuando, al girar el objetivo, coinciden las dos imágenes. Este mecanismo, acoplado a un visor óptico, lo montan las buenas cámaras no réflex de 35 mm; como, las legendarias Leicas. Su precisión, y claridad es excelente.
2. Telémetro de imagen partida: Es el mayoritariamente empleado en todas las cámaras réflex, se encuentra en la parte central de la pantalla. Consiste en dos prismas en forma de cuña cilíndrica situados en el centro de la pantalla de enfoque. Cuando un objeto se halla ligeramente desenfocado, las rectas que atraviesan la línea de unión de las dos cuñas aparecen quebradas y desplazadas (ver imagen izquierda). Al enfocar, las líneas del objeto se aproximan hasta recomponer la figura.
3. Anillo de micro prismas: Aparece independiente o rodeando el círculo de los prismas de imagen partida. Consiste en un área de pequeñísimos prismas en forma de pirámide achatada vistos desde su vértice superior. Cuando un objeto está enfocado, los puntos que componen su imagen aparecen nítidamente; al desenfocarlos, cada punto se descompone en otros cuatro resultando una imagen descompuesta y borrosa. Aunque es el sistema más usado por ser bastante preciso y económico, tiene el problema de que el anillo de micro prismas y sobre todo el círculo de imagen partida llegan a oscurecerse cuando los rayos de luz divergen desde el objetivo fuera de cierto rango de distancia, como es el caso del uso de grandes teleobjetivos o en macrofotografía. En estos casos, siempre que la cámara permita el cambio de pantallas, suele cambiarse por una simple pantalla de campo mate.
4. Pantalla de campo mate: Consiste simplemente en una lámina de vidrio deslustrada sobre la que se observa la imagen formada por el objetivo; a veces llevan una pequeña lupa incorporada para amplificar el enfoque. Este es el sistema más usado en medio y gran formato. En las cámaras SLR suele aparecer como sistema estándar incorporando en su centro los dos sistemas anteriores. En los SLR profesionales de calidad, suele existir media docena de pantallas intercambiables con cuadrículas, lentes de Fresnel, micrómetros, etc. En la figura izquierda puede verse el funcionamiento de una pantalla de enfoque basada en una lente de Fresnel.

### Sistema autofoco
Actualmente la mayor parte de las cámaras compactas y réflex, simplifican la tarea de enfoque con alguno de los siguientes sistemas autofoco:
1. COMPARACIÓN DE CONTRASTES: Es el sistema más utilizado; su funcionamiento es parecido al de telémetro. Un panel fotosensible recoge dos imágenes, una procedente del visor y otra de un espejo móvil acoplado al motor del enfoque. El objetivo comienza a enfocar desde el infinito y detiene el motor cuando el contraste de luces y sombras coincide en las dos imágenes. Hoy en día el panel fotosensible permite enfocar con un nivel de luz inferior al que necesita el ojo humano. Este sistema suele fallar al enfocar temas de bajo contraste (paredes y objetos lisos), con motivos rítmicos y repetitivos (rejillas, objetos tramados), o con poca iluminación.
2. INFRARROJO: Este sistema emite un haz de rayos infrarrojos que rebotan el objeto y son recogidos por un espejo similar al anterior que, detiene el enfoque, cuando detecta una señal de intensidad máxima. El sistema funciona bien con o sin luz y no se confunde con motivos poco contrastado o rítmicos, aunque si fotografiamos a través de un cristal puede confundir este con el tema principal. Se utiliza frecuentemente acoplado a un flash, como elemento de apoyo al sistema anterior.
3. ULTRASONIDOS: Es muy parecido al de infrarrojos, pero usa señales inaudibles de 1/1000 de segundo.

Su funcionamiento es comparable al de un radar. Un cronómetro compara la diferencia de tiempo entre la señal de salida y la de llegada rebotada en el objeto y así calcula la distancia. También puede equivocarse al disparar a través de cristales, ramas y alambradas. El perfeccionamiento de todos estos sistemas autofoco sufre cada año un avance extraordinario.

### Diafragma

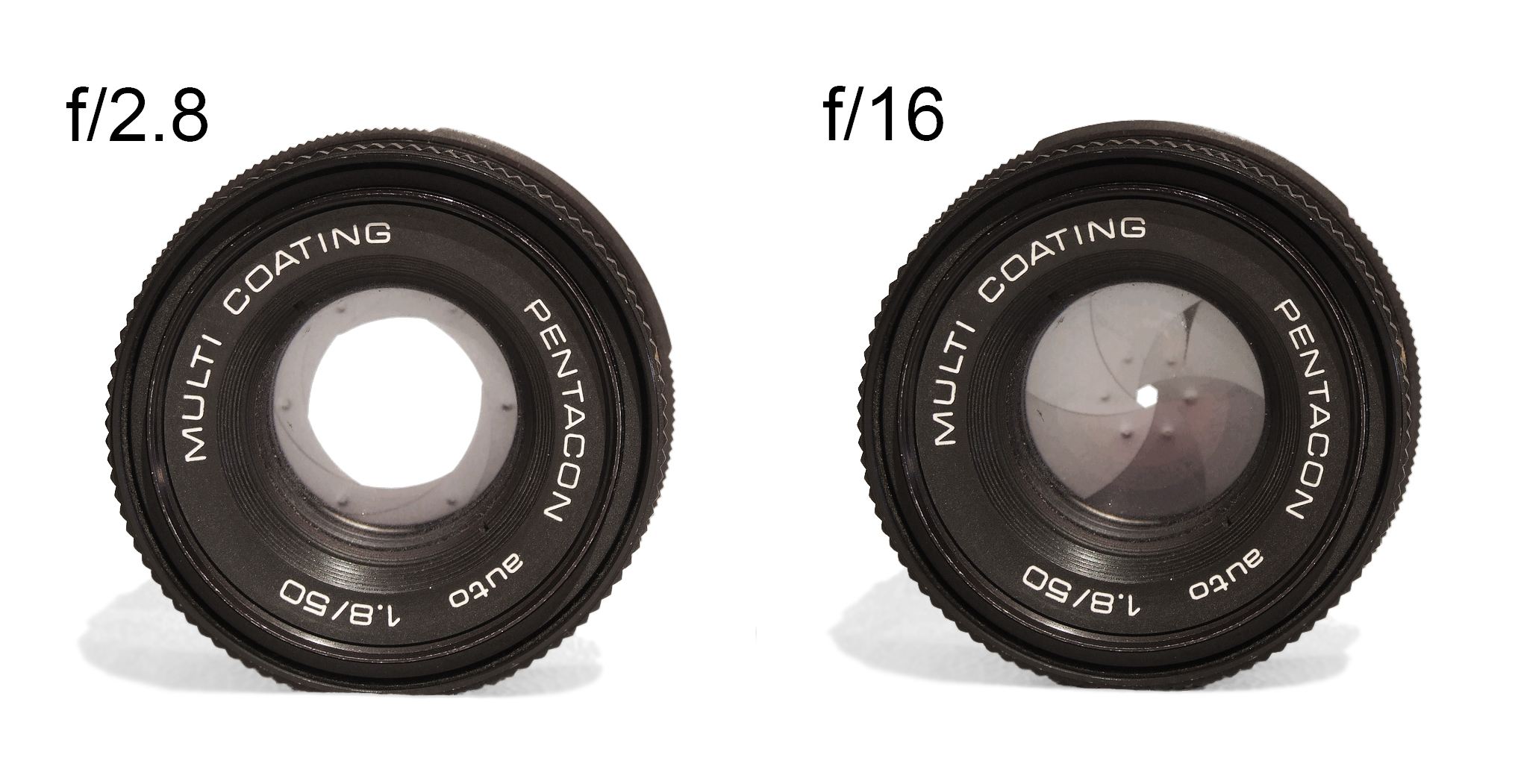
Diferentes aperturas del diafragma.

El diafragma es el método que regula la apertura de un sistema óptico. Suele ser un disco o sistema de aletas dispuesto en el objetivo de una cámara de forma tal que restringe el paso de la luz, generalmente de forma ajustable. Las progresivas variaciones de apertura del diafragma se especifican mediante el número f, que es la relación entre la longitud focal y el diámetro de apertura efectivo.

### Obturador
El obturador es el dispositivo que controla el tiempo durante el cual llega la luz al elemento sensible (película o sensor de imagen). Consiste normalmente en una cortinilla situada en el cuerpo de la cámara, justo delante de este elemento fotosensible y obviamente detrás del objetivo; la cortinilla se abre y cierra el tiempo que esté configurado en la cámara para dejar pasar la luz hacia el elemento fotosensible.

### Lente
La lente de una cámara es la parte que enfoca la luz proveniente de la escena hacia el sensor o la película, formando una imagen. Aunque las lentes existen desde la antigüedad, las teorías científicas sobre su funcionamiento, como las de la refracción de la luz, no se desarrollaron completamente hasta el siglo XVI. Su función principal es capturar la luz y garantizar que la imagen sea clara y nítida. Además, la lente permite ajustar la distancia focal, lo que controla el ángulo de visión y la profundidad de campo.

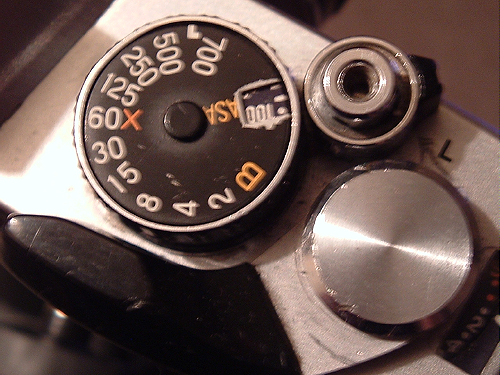
Dial del obturador en una Fujica STX-1.

### Otros elementos habituales
- Exposímetro: El exposímetro o fotómetro se trata de un dispositivo que da la medida de la exposición que tendrá el elemento fotosensible con la configuración de apertura y velocidad de obturación configuradas. Aunque hoy día la gran mayoría de las cámaras llevan un exposímetro incorporado, los exposímetros manuales son un accesorio de gran utilidad, especialmente en situaciones de iluminación difícil.
- flash incorporado: El flash es un dispositivo que actúa como fuente de luz artificial para iluminar escenas de forma sincronizada con el disparo de la cámara. Se utiliza sobre todo cuando la luz existente no es suficiente para tomar la instantánea con una exposición determinada, aunque también tiene otros usos. El flash es una fuente de luz intensa y dura, que generalmente abarca poco espacio y es transportable. Normalmente los flashes incorporados en las cámaras son luces equilibradas a 5500 K, al igual que la luz de un día soleado. Hoy en día la gran mayoría de las cámaras vienen con un flash incorporado y, muchas cámaras, disponen de zapatas estándar de conexión de flash externo.

## Controles habituales de una cámara
Dependiendo del tipo, marca y modelo de cámara, esta dispondrá de más o menos controles para permitir al fotógrafo configurar la cámara a su gusto. Las cámaras habitualmente más versátiles en este sentido son las cámaras réflex SLR si bien en cualquier cámara de gama semiprofesional o profesional se encuentran todos los controles citados a continuación. En las cámaras digitales y en las compactas algunos de estos controles pueden ser automáticos o electrónicos.

### Anillo de enfoque
El anillo de enfoque es un control que permite variar la distancia real entre objetivo y sensor, y así enfocar las lentes del objetivo para percibir nítidamente el motivo de la fotografía. Las cámaras compactas suelen carecer de este control bien por tratarse de objetivos enfocados a infinito (de modo que prácticamente cualquier objeto a partir de una cierta distancia se verá nítido), bien por disponer de un sistema automático de autofoco.
En las cámaras que disponen de la posibilidad de enfoque manual este control está situado en el objetivo (no en el cuerpo de la cámara) y presentará normalmente una escala en metros. Ajustando suavemente este control se puede comprobar cómo la imagen percibida en el visor se enfocará o desenfocará.
Algunos objetivos presentan algún mecanismo de ayuda al enfoque, siendo el más habitual la lente partida de Fresnel, consistente en un pequeño círculo que se puede ver a través del visor en el que, cuando la imagen no esté perfectamente enfocada, se percibirá la imagen invertida dentro del círculo y cuando el objeto que se visualiza dentro del círculo esté enfocado ya se verá perfectamente alineada con el resto de la imagen del visor. Este mecanismo facilita enormemente el enfoque ya que permite apuntar hacia el motivo que se desea que se vea nítido y, jugando suavemente con el anillo de enfoque, llevarlo hasta la posición en que las lentes se alinean y la imagen se ve completa (no invertida en el círculo central).
En los objetivos que permiten tanto enfoque manual (MF) como automático (AF) es importante no intentar forzar manualmente el anillo de enfoque cuando esté en posición automático (AF) ya que se puede dañar el mecanismo del objetivo. Es por esto por lo que cuando se guarden estos objetivos se deben poner en la posición de enfoque manual (MF) para evitar posibles equivocaciones.

### Selector de modo de operación
La mayor parte de las cámaras digitales y algunas cámaras tradicionales disponen de una ruleta en la que se selecciona el modo de operación de la cámara. Cada cámara puede tener un conjunto de modos distintos, si bien seguramente estarán algunos de los siguientes:
- Modo reproducción: para visualizar, revisar o borrar las fotografías tomadas (solamente en cámaras digitales).
- Modo automático (auto): todos los parámetros serán elegidos automáticamente por la cámara.
- Modo programado (P): la cámara escoge los parámetros de apertura y tiempo de exposición; el fotógrafo puede escoger los demás parámetros que permita la cámara (pe. el balance de blancos, el modo de flash, la sensibilidad ISO, ...)
- Modo prioridad de apertura (Av): el fotógrafo escoge un parámetro para la apertura y la cámara selecciona el valor de tiempo de exposición más apropiado para exponer correctamente la fotografía según la medición del exposímetro incorporado en la cámara.
- Modo prioridad de exposición (TV): el fotógrafo escoge un parámetro para el tiempo de exposición y la cámara selecciona el valor de apertura más apropiado para exponer correctamente la fotografía según la medición del exposímetro incorporado en la cámara.
- Modo manual (M): el fotógrafo escoge todos los parámetros manualmente.
- Otros modos preconfigurados: modos preconfigurados en la cámara para fotografía de paisajes, retratos, fotos panorámicas, vídeo, etc.

### Anillo de diafragmas
Este control permite escoger la apertura del diafragma del objetivo y, en consecuencia, regular el máximo paso de luz hacia el obturador y la película fotográfica o el sensor de imagen. Con ello lo que se consigue principalmente es, aparte de facilitar la consecución de algunos efectos fotográficos, dejar pasar más o menos luz hacia el interior de la cámara para equilibrar la exposición de las fotografías. Nótese que también se puede regular el paso de luz con la ruleta de velocidades (véase a continuación) y que es equivalente (a efectos de equilibrar la exposición de la foto) introducir luz abriendo el diafragma o dando más tiempo de exposición con la ruleta de velocidades.
En términos prácticos se distinguen:
- Diafragmas abiertos: aquellos por debajo de f4 (véase número f o apertura), el disco del diafragma está más abierto y deja pasar más luz hacia el interior. Además, se consigue una menor profundidad de campo y nitidez (al dejar dispersar más la luz) ayudando notablemente para hacer enfoque selectivo.
- Diafragmas cerrados: aquellos por encima de f4, el disco del diafragma está más cerrado y deja pasar menos luz. Además, así se consigue mayor profundidad de campo y nitidez en la fotografía resultante.

### Ruleta de velocidades
Este control permite escoger al fotógrafo la velocidad del obturador o lo que es lo mismo, el tiempo de exposición del elemento fotosensible (película fotográfica o sensor de imagen). Con ello lo que se consigue principalmente es, aparte de facilitar la consecución de algunos efectos fotográficos, dejar pasar más o menos luz hacia el interior de la cámara para equilibrar la exposición de las fotografías. Como ya se comentó en el punto anterior, también se puede conseguir este mismo efecto con el anillo de diafragmas.
En términos prácticos se distinguen:
- Velocidades rápidas: superiores a 1/60 segundos; el obturador permanece abierto muy poco tiempo dejando pasar menos luz hacia el elemento fotosensible. Con ellas se consigue congelar el movimiento y resaltar el dinamismo de los objetos en movimiento.
- Velocidades lentas: inferiores a 1/60 segundos; el obturador permanece abierto más tiempo dejando pasar más luz. Con ellas se consiguen imágenes movidas, desplazadas, otorgando mayor sensación de desplazamiento.

### Anillo de sensibilidades
Este control permite al fotógrafo ajustar en la cámara la sensibilidad de la película fotográfica montada en la cámara (caso de cámara tradicional) o el sensor de imagen (caso de cámara digital). La sensibilidad en este contexto indica la intensidad de luz necesaria para que el elemento fotosensible perciba la imagen.
- En las cámaras tradicionales este factor depende directamente de la emulsión de la película fotográfica. Algunas cámaras disponen de un mecanismo automático de contactos metálicos situados en el tambor donde se carga el carrete fotográfico para leer el código DX que viene impreso también con contactos metálicos sobre la mayor parte de los carretes modernos de un modo semejante al de un código de barras. En estas cámaras ya no es necesario indicar la sensibilidad de la película pues ya la cámara la detecta automáticamente al cargar el carrete.
- En las cámaras digitales este factor puede configurarse para que el sensor de imagen sea más o menos sensible.

Existen varias escalas de sensibilidad fotográfica, siendo la más habitual la escala ISO, anteriormente denominada ASA. En general, con menores sensibilidades se consigue una mayor nitidez de imagen, si bien es necesario que entre mayor cantidad de luz en el objetivo; por otro lado, con sensibilidades altas se facilita al fotógrafo la posibilidad de realizar fotografías con menos luz, si bien la nitidez de la imagen se verá probablemente perjudicada en cierto grado.

### Balance de blancos
La luz blanca pura no es habitual en nuestro entorno: la luz del sol tiene un cierto tono dorado y la luz de una bombilla de filamento de tungsteno suele tener un tono más amarillo.
Al fotografiar objetos con una luz que no es blanca pura estos adquieren un cierto tono del color de la luz que incide sobre ellos (esto se llama dominante). Muchas veces el fotógrafo se aprovecha precisamente de estas dominantes para conferir ciertos efectos a las fotografías, pero en otras ocasiones es preferible corregir este desequilibrio de color; esto es lo que se conoce como balance de blancos.
El balance de blancos consiste en indicarle a la cámara el tipo de luz dominante que hay para que la corrija. Para hacer esto hay distintos métodos:
- En muchas cámaras digitales es posible apuntar con la cámara a un objeto blanco para que esta entienda que eso es lo que queremos que se considere blanco y que a partir de ese valor se hagan las correcciones oportunas.
- La mayoría de las cámaras digitales disponen, en todo caso, de una serie de valores prefijados para distintos tipos de luz habituales con distintas temperaturas de color.
- Finalmente, es posible colocar un filtro fotográfico corrector de temperatura de color para corregir la dominante por ese color.

### Anillo de zum
Las cámaras que dispongan de objetivos de distancia focal variable (objetivo zum) deberán disponer de algún mecanismo (electrónico o manual) para que el fotógrafo pueda ajustar la distancia focal entre el rango de valores admitidos por dicho objetivo.
Al actuar sobre este control se consigue:
- Abrir o cerrar el encuadre.
- Ampliar o reducir el ángulo de visión.
- Alejar o acercar los objetos encuadrados.

## Utilidades

### Trípode
Un trípode es un aparato de tres partes que permite la estabilización de una cámara en su parte superior. Se usa para poder evitar el movimiento propio de la mano al tomar una foto.

### Estabilizador gimbal
Es una plataforma motorizada y controlada mediante sensores, que nos permite tener nuestra cámara estabilizada, de modo que independientemente del movimiento que realice el portador de esta, ésta quede siempre estable.

### Filtros y adaptador de filtros
Los filtros fotográficos son filtros ópticos que se acopla en la parte frontal del objetivo por medio de una rosca de un adaptador para producir distintos efectos sobre la luz que entra en el objetivo.

### Flashexterno
Es aquel que no viene adherido a la cámara.

### Protector para objetivo
El protector para objetivo es un pequeño lente ubicado en el cristal diagfragmal.

### Correa
La correa de sujeción de la cámara, aunque no parezca tener importancia en el conjunto de accesorios de una cámara por su sencillez o su precio, es un elemento importante para todo fotógrafo ya que constituye en última instancia el cinturón de seguridad de la cámara.
La correa debe llevarse en todo momento puesta en la cámara y sujeta de algún modo al cuerpo o al brazo del fotógrafo; de este modo se evita que por cualquier tropiezo la cámara caiga directamente al suelo al resbalarse de la mano.
Además, otra razón para enrollarse la correa al brazo cuando se toma una fotografía es que así no habrá cordón suelto que pueda situarse delante del objetivo y estropear la foto.

### Parasol para luz difusa
este es un accesorio plástico con forma de paraguas o de pétalos de flor que se coloca en el extremo del objetivo para eliminar la luz parásita o dispersa que resta contraste a las imágenes.
Cada objetivo, dependiendo de su distancia focal, deberá tener un parasol específico ya que este no deja de ser un elemento que está por delante del objetivo y si el ángulo de visión del objetivo es suficientemente grande puede llegar a abarcar el parasol con lo que se produce en la fotografía un efecto de viñeteo.
Existen también unos parasoles de goma retráctiles que se pueden utilizar en varios objetivos ya que, en caso de llegar a producirse el viñeteo, se pueden retraer sobre sí mismos. Además, como ventaja adicional, estos parasoles de goma ayudan a proteger el objetivo frente a posibles caídas o golpes.

### Equipo limpia-objetivos

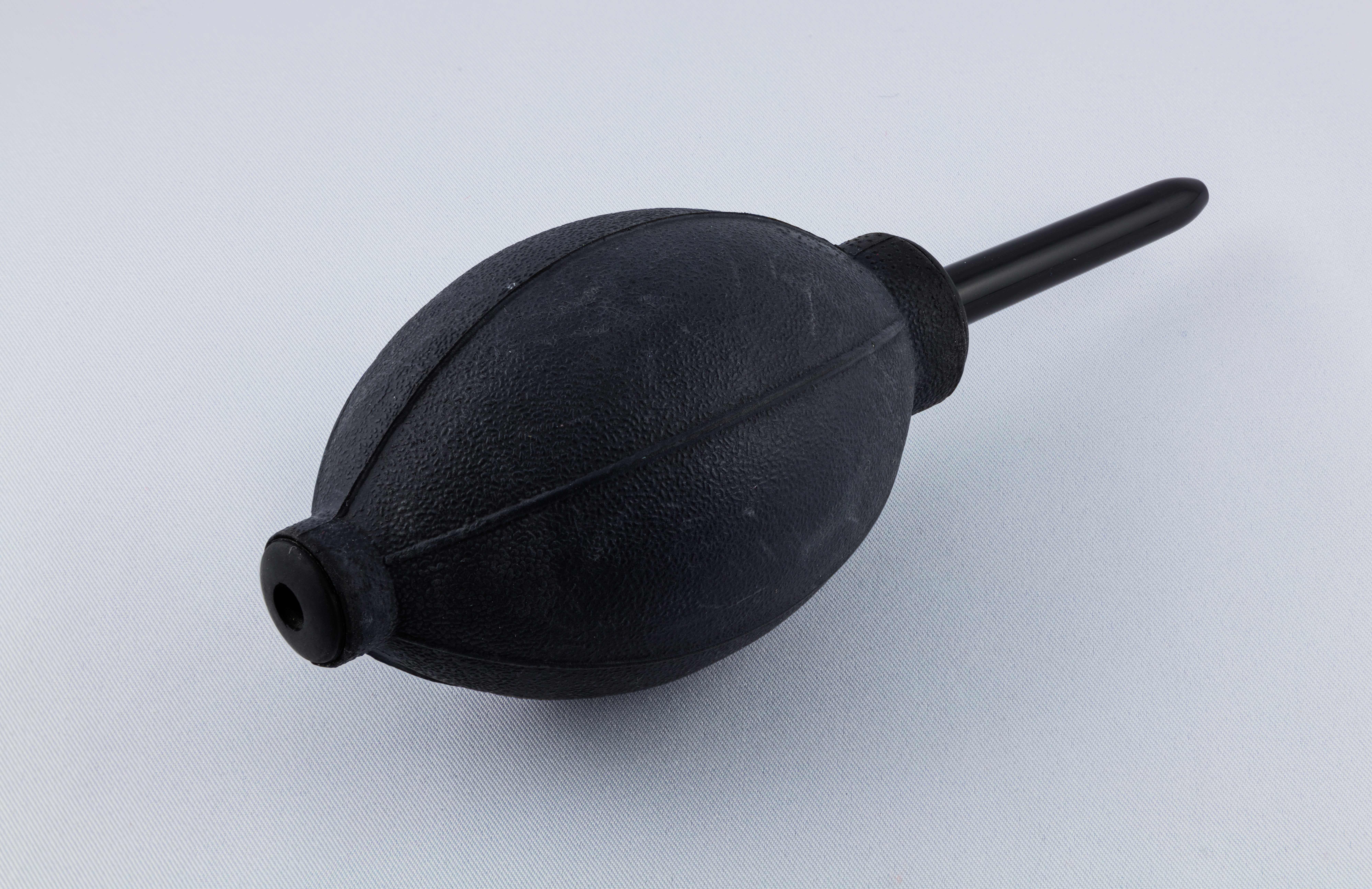
Pera de aire.

Las lentes ópticas de objetivos y visor, así como el espejo abatible de las cámaras réflex son elementos muy sensibles a las huellas, vibraciones, presiones, etc. por lo cual debe evitarse a toda costa el contacto con ellos. No obstante, en el caso de ser imprescindible su limpieza existen algunos pinceles, peras de aire, gamuzas y líquidos de limpieza específicamente diseñados para estos elementos.
La limpieza debe limitarse a soplar con una pera de aire para eliminar partículas sobre estas superficies y pasar luego un pincel de pelo de camello suavemente.
En el caso de las lentes de los objetivos se podrá también pasar con una bayeta o un papel especial impregnado en un líquido limpia-objetivos para eliminar las huellas dactilares y otras manchas de grasa. En este caso, la limpieza debe hacerse infringiendo muy poca presión y desde el centro hacia afuera de la lente (no circularmente).
En todo caso, como ya se indicó antes, los objetivos deben estar protegidos en todo momento con tapas plásticas cuando no se usan y con filtros protectores en todo momento.

### Fundas o bolsas de transporte
Equipamiento barato pero imprescindible para conservar y proteger apropiadamente los elementos ópticos y la propia cámara fotográfica.
Es importante que sea acolchada para amortiguar posibles golpes y con correas que permitan llevarla al hombro. El peso y el volumen también son importantes y dependerán del equipo que el fotógrafo necesite transportar en cada momento.
El cuidado de esta es fundamental para que la calidad de las fotos continue.

### Adaptadores para microscopios y telescopios
La combinación de microscopios/telescopios con cámaras fotográficas a nadie se le escapa que puede ser atractiva de cara a conseguir ampliaciones o distancias fuera del alcance de cualquier objetivo fotográfico (véase astrofotografía).
Para ello existen adaptadores en el mercado que permiten acoplar el objetivo de la cámara a telescopios y microscopios.
Para hacerlo son necesarios normalmente:
- Un anillo T, que es un pequeño accesorio muy simple que tiene de un lado una montura similar a la del objetivo de la cámara, y del otro lado una rosca estándar, lo que permite enroscarlo como si fuera un teleobjetivo a la cámara.
- El adaptador para cámara fotográfica en sí, que es un tubo que nos permite unir la cámara de fotos al telescopio/microscopio.

Con este tipo de elementos acoplados a la cámara es importante ajustar correctamente la apertura del diafragma y la distancia focal (zum) para evitar que aparezca en la foto ese desagradable efecto de viñeteo dado al abarcar también parte del accesorio en la foto.

### Disparadores de cable y disparadores a distancia
Un disparador de cable es un pequeño artefacto que se puede acoplar al cuerpo de algunas cámaras y que permite extender con un cable el botón del disparador de la cámara, de modo que este se pueda accionar por parte del fotógrafo a una cierta distancia de la cámara. Normalmente el propósito de este tipo de dispositivos no es alejar al fotógrafo mucho de la cámara, sino evitar las vibraciones que se producen en la cámara al accionar el disparador en exposiciones largas.
Por otro lado, los disparadores a distancia son ya dispositivos de función análoga pero más sofisticados que permiten normalmente disparar con un mando a distancia sin cables.

### Intervalómetros
Un intervalómetro es un dispositivo (normalmente electrónico) que, conectado a una cámara compatible, permite realizar ráfagas de disparos a intervalos de tiempo configurables. Esto es útil sobre todo en fotografía a animales salvajes en su entorno, fotografía de naturaleza, etc.